# Бохняк, Адам
Адам Бохнак (пол. Adam Bochnak; 17 сентября 1899, Краков — 27 мая 1974, там же) — польский историк искусства и искусствовед. Отец — купец Владислав Бохнак, мать — Юзефа Спищ. В 1917 году получил аттестат зрелости в гимназии святой Анны в родном городе. учился на философском факультете Ягеллонского университета. Воевал против УГА в конце 1918 — в начале 1919 года. В 1922 году получил степень доктора философии. В феврале 1945 года вернулся в Краков. После второй мировой возглавлял музей Ягеллонского университета. Входил в состав редакционных комитетов изданий «Polski Słownik Biograficzny» i «Słownik Starożytności Słowiańskich». Работал директором Музея Народового в Кракове. Скончался в Кракове 27 мая 1974 года.

## Вклад
Автор первого аналитического «синтетического» произведения о львовскую рококовую резьбу.
- "Giovanni Battista Falconi" (1925)
- "Kościół św. Stanisława w Uhercach" (1925)
- "Zabytki przemysłu artystycznego w kościele parafialnym w Luborzycy" (1925, z J. Pagaczewskim)
- "Ze studiow nad rzeźbą lwowską epoki rokoka" (1931)
- "Dwa naczynia z herbami Wazów w kolegiacie łowickiej" (1935)
- "«Opłakiwanie Chrystusa», obraz w głównym ołtarzu kościoła parafialnego w Bieczu" (1935)
- "Grób biskupa Maura w krypcie św. Leonarda na Wawelu" (1938)
- "Zarys dziejów polskiej история sztuki" (1948)
- "Gobeliny Katedry wawelskiej z historią Jakuba" (1952)
- "Kaplica Zygmuntowska" (1953)
- "Historia sztuki nowożytnej" (1957, 2 tomy)
- "Najstarsze budowle wawelskie" (1960)